# Ulrich Schreier
Ulrich Schreier (um 1430 – um 1490) war ein österreichischer Buchmaler und Einbandgestalter.
Ulrich Schreier inskribierte sich an der Universität Wien im April 1450. 1457 arbeitete er an dem Benediktinerkloster Admont in der Steiermark gestifteten Handschriften. Zahlreiche Arbeiten fertigte Schreier im Auftrag des Salzburger Erzbischofs Bernhard von Rohr an. Dessen Bibliothek gelangte als Teil der erzbischöflichen Hofbibliothek an die Universitätsbibliothek Salzburg. Die zwischen 1481 und dem Ende seiner Wirkungszeit um 1490 datierbaren Werke entstanden in Wien.
Ulrich Schreier leitete in der zweiten Hälfte des 15. Jahrhunderts eine Werkstatt, in der rund 200 historische Drucke und Handschriften mit Buchschmuck ausgestattet beziehungsweise mit künstlerisch gestalteten Einbänden versehen wurden.
Er ist einer der bekanntesten Salzburger Buchkünstler der zweiten Hälfte des 15. Jahrhunderts.
In Salzburg ist seit 1962 eine Straße nach ihm benannt.